# Кафедральний собор Порвоо
Кафедральний собор Порвоо (фін. Porvoon tuomiokirkko; швед. Borgå domkyrka) — кафедральний собор Євангельсько-лютеранської церкви Фінляндії в місті Порвоо, Фінляндія. Він був побудований в 15 столітті, хоча найстаріші його частини датуються ще 13 століттям. Це резиденція єпархії Борго, шведськомовної єпархії Фінляндії (Борго — шведська назва для Порвоо). Собор також використовується для богослужінь фінськомовною парафією Порвоо, яка адміністративно є частиною єпархії Гельсінкі. Церква вперше стала кафедральним собором у 1723 році, коли єпархія Війпурі (Виборг) (нині єпархія Тампере) переїхала до Порвоо після того, як Виборг потрапив під окупацію Росії за Ништадським договором.

## Історія
Головне приміщення церкви спочатку було зрубним. Згідно з деякими історичними відомостями, ймовірно, між 1410 і 1420 роками навколо каркасної кімнати було побудовано кам'яне приміщення розміром приблизно 11x24 метри. Залишки цього залишилися в двох стінах, які утворюють північно-західний кут нинішньої церкви. Також видно колишні замуровані вхідні двері. Навіть ця більш рання кам'яна церква була, очевидно, присвячена Діві Марії. Близько 1450 року головне приміщення було розширено приблизно на чотири метри на схід і на шість метрів на південь. Собор Порвоо представляє новий метод будівництва, який з'явився у Фінляндії в середині 15 століття, який приніс з собою майстер архітектора Пернаї, який переїхав до Фінляндії з північної Німеччини. Стиль будівлі характеризується, серед іншого, своєрідним оздобленням західного та східного торців та оригінальною структурою зірчастого склепіння з 28 частин. Кафедральний собор Порвоо вважається однією з найбільш значущих споруд Середньовіччя і всієї історії Фінляндії.

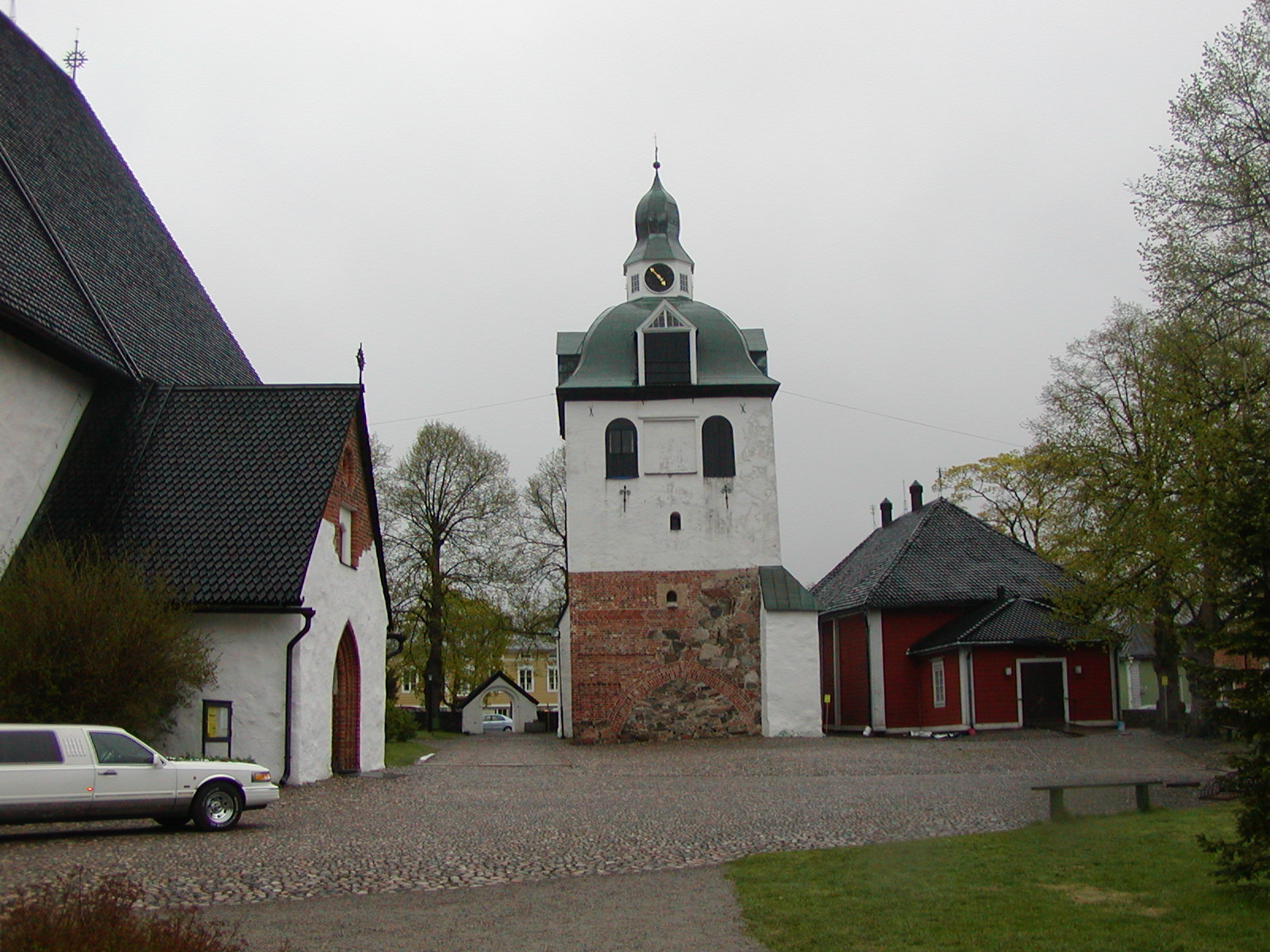
Окрема дзвіниця

З XVII століття у костелі є орган. Сучасний фасад органу збудував Улоф Шван у 1799 році. Нинішній орган церкви збудував Вейкко Віртанен у 1978 році. 
Вівтарний образ церкви «Таємна вечеря» був написаний Огюстом Жозефом Дезарно та імітує «Таємну вечерю» Леонардо да Вінчі. У храмі 750 місць.
Значними ремонтними роботами храмової споруди були перемурування склепінь у 1728–33 роках та будівництво галерей у 1762–1764 роках. У 1977–1978 роках церкву було відреставровано за планами Нільса Еріка Вікберга та Гейккі Гаваса, серед іншого відсунувши вівтарну таблицю від торцевої стіни та повернувши сіро-зелений колір огорожі галереї та амвона.
Церкву багато разів знищували пожежі, які виникали під час військових дій. У 1508 році собор підпалили датські війська. В 1571, 1590 і 1708 роках московські війська. Будівля була повністю зруйнована під час пожежі 1708 року. Лишились лише обвуглені стіни, хорові склепіння і склепіння північної нави. Під час Війни-продовження 1941 року в церкву влучила бомба, яка провалилася крізь дах і склепіння, не розірвавшись.
29 травня 2006 року зовнішній дах обвалився під час пожежі, але внутрішня стеля не постраждала. Інтер’єри собору не постраждали.. 18-річного чоловіка визнали винним у підпалі та засудили до шести з половиною років позбавлення волі. Собор було знову відкрито 2 липня 2008 року. 

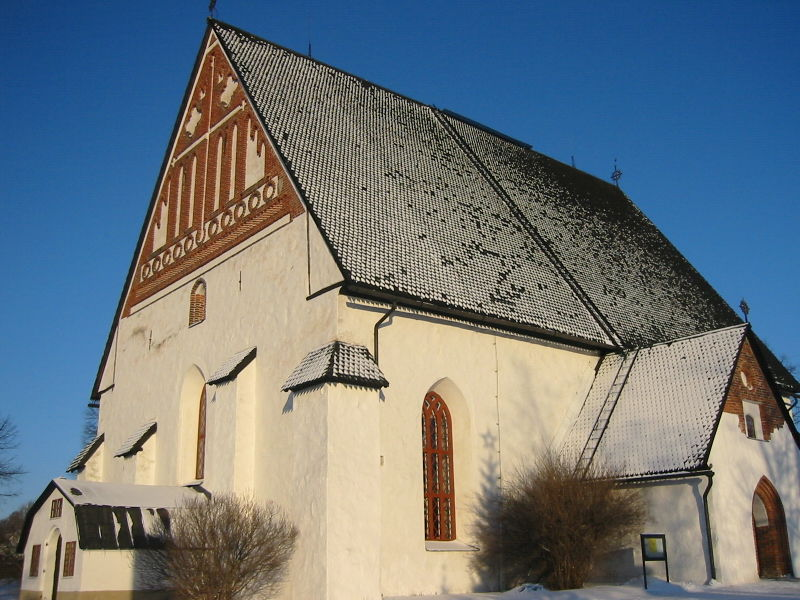
Кафедральний собор Порвоо в січні 2006 року

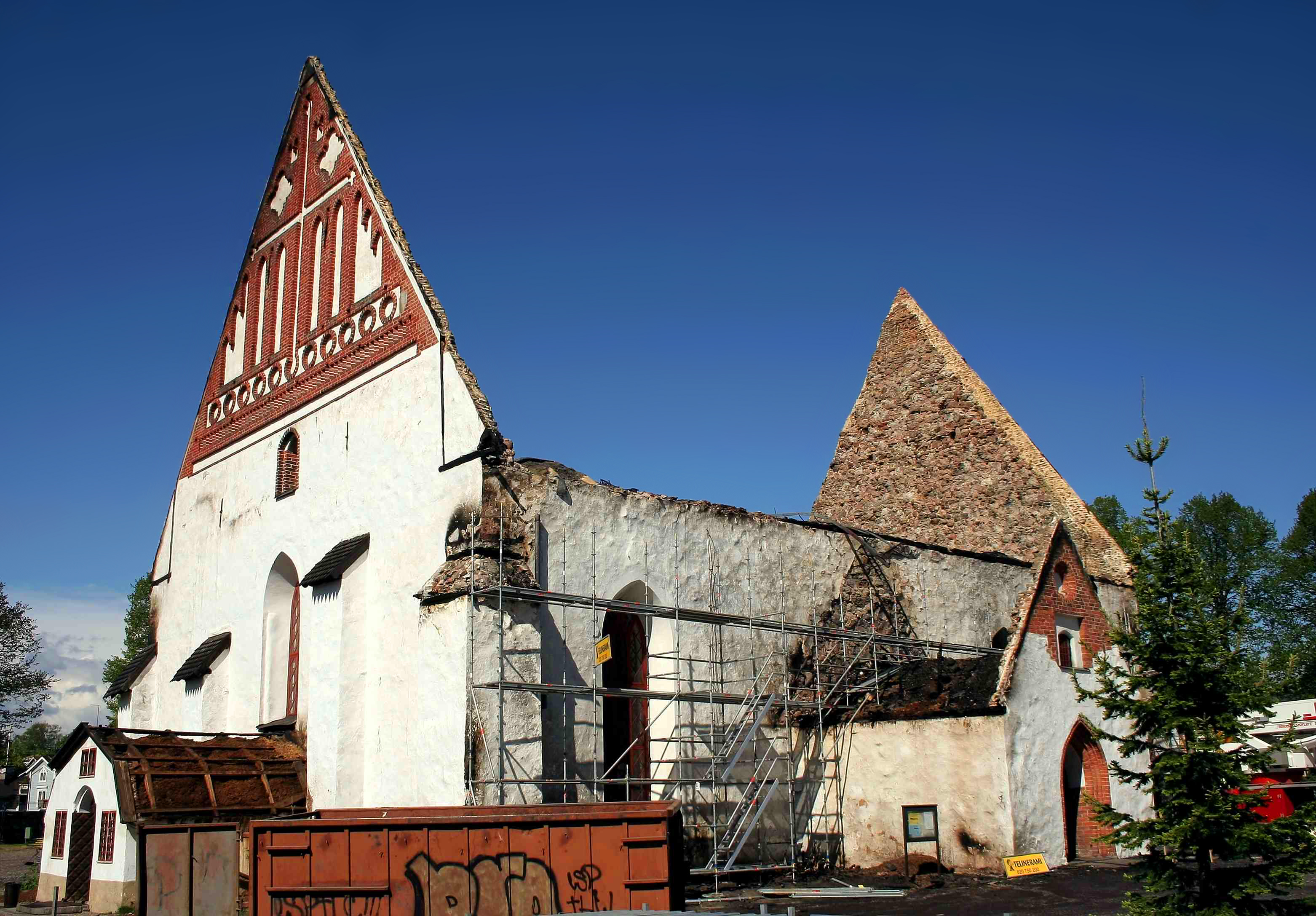
Собор Порвоо після підпалу в травні 2006 року

28 березня 1809 року в соборі відбулося відкриття першого сейму Фінляндії, на якому Фінляндія була проголошена автономним Великим князівством на чолі російським імператором Росії як великим князем Фінляндії.
У соборі відбулася спільна Євхаристія на честь підписання офіційної угоди між Британською та Ірландською англіканськими церквами та північними (скандинавськими) і балтійськими лютеранськими церквами (здійснена в 1992 році), яка утворила Порвооське співтовариство.

## В культурі
Профіль Кафедрального собору Порвоо викарбуваний на спеціальній монеті номіналом 2 євро, яка була випущена в 2009 році на честь 200-річчя сейму Порвоо. На ознаменування цієї події також була випущена золота пам’ятна монета номіналом 100 євро, прикрашена таким же церковним профілем.